# Bynum (Texas)
Bynum es un pueblo ubicado en el condado de Hill en el estado estadounidense de Texas. En el Censo de 2010 tenía una población de 199 habitantes y una densidad poblacional de 573,39 personas por km².

## Geografía
Bynum se encuentra ubicado en las coordenadas 31°58′9″N 97°0′11″O / 31.96917, -97.00306. Según la Oficina del Censo de los Estados Unidos, Bynum tiene una superficie total de 0.35 km², de la cual 0.35 km² corresponden a tierra firme y (0%) 0 km² es agua.

## Demografía
Según el censo de 2010, había 199 personas residiendo en Bynum. La densidad de población era de 573,39 hab./km². De los 199 habitantes, Bynum estaba compuesto por el 94.47% blancos, el 1.01% eran afroamericanos, el 0% eran amerindios, el 0% eran asiáticos, el 0% eran isleños del Pacífico, el 4.52% eran de otras razas y el 0% pertenecían a dos o más razas. Del total de la población el 10.55% eran hispanos o latinos de cualquier raza.